# Pöhlwasser
Das Pöhlwasser ist ein linker Nebenfluss der Großen Mittweida im westlichen Erzgebirge.

## Verlauf

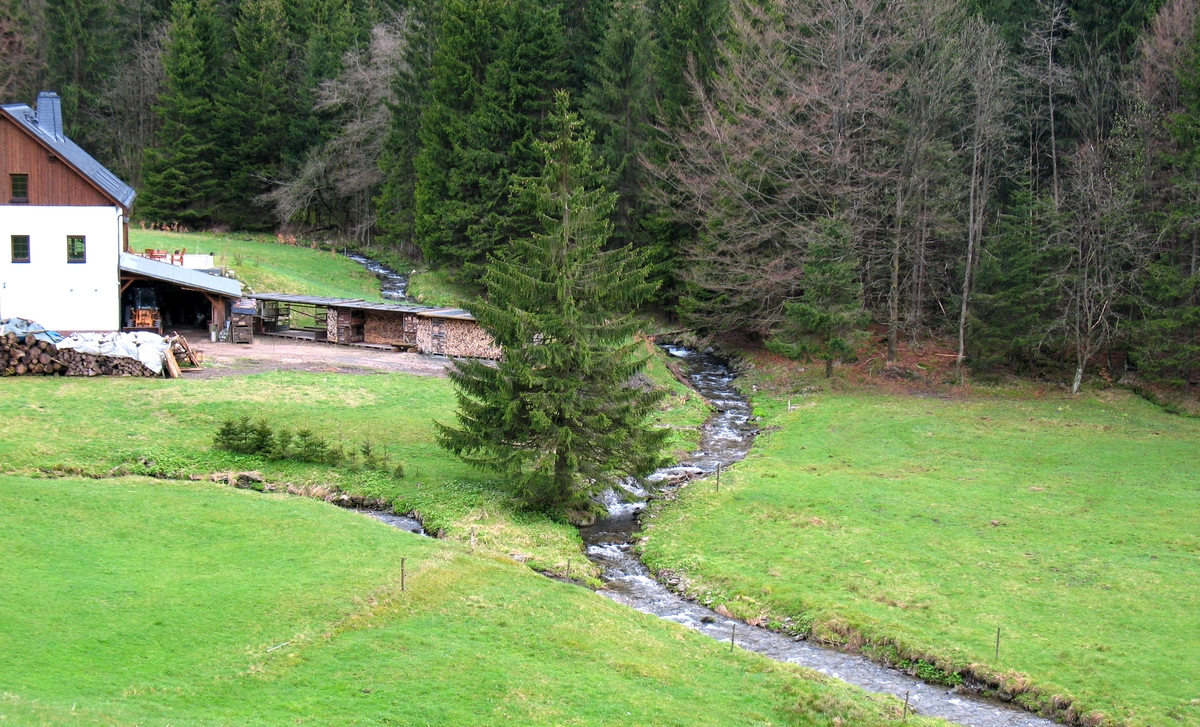
Zusammenfluss von Höllbach und Klingerbach zum Pöhlwasser in Zweibach

Das Pöhlwasser entsteht am Höllstein (842,3 m) bei der zu Breitenbrunn gehörenden Häusergruppe Zweibach durch den Zusammenfluss von Höllbach und Klingerbach.
- Der Höllbach entspringt am Wurzelberg im Fichtelbergmassiv, ist 3 km lang und fließt durch den Höllgrund.
- Der 4 km lange Klingerbach entsteht aus mehreren Bächen, die aus dem Deutschen Gehau, Schmidts Gehau und dem Brand kommen, und durchfließt die Ortschaft Tellerhäuser. Er gilt als Hauptquellarm.

Das Pöhlwasser verläuft nach Nordwesten durch die zu Breitenbrunn gehörende Siedlung Ehrenzipfel bis zur tschechischen Landesgrenze an der Böhmischen Mühle (Mlýn). Dort fließen das von Goldenhöhe (Zlatý Kopec) kommende Goldwasser (Zlatý potok) und der von Halbemeil kommende Grenzbach Mückenbach zu. Weitere Orte im Tal des Pöhlwassers sind der Rothenhammer, Rittersgrün, Arnoldshammer, Globenstein, Siegelhof (Hammerwerk), Pöhla und Grünstädtel, wo es als deren bedeutendster Zulauf in die Große Mittweida einmündet.
Der Unterlauf der Großen Mittweida wurde bis in das 19. Jahrhundert als Teil des Pöhlwassers betrachtet. Entsprechend wurde davon ausgegangen, dass die Große Mittweida in das Pöhlwasser mündet. Seit dem 15. Jahrhundert wurden im Verlauf des Pöhlwassers, das in dieser Zeit auch Kaffwasser genannt wurde, zahlreiche Hammerwerke errichtet, die die Wasserkraft des Baches nutzten.
Im Schneeberger Vertrag von 1556 findet sich die Schreibweise Beelwasser.

## Flora
Der Uferwald bei Niederglobenstein ist besonders artenreich und besteht aus Bergahorn, Esche, Roterle, Bergulme, Eberesche, Spitzahorn und Hirschholunder, den Gräsern Waldschwingel und Flattergras und den Hochstauden Geißbart, Blutampfer, Akeleiblättrige Wiesenraute, Quirlblättrige Weißwurz, Großes Springkraut, Fuchs-Greiskraut, Waldziest und weiteren Laubwaldpflanzen. Im submontanen Gepräge der Uferflora sind Ährige Teufelskralle und Sumpf-Storchschnabel beheimatet. Auf den Talwiesen des Pöhlwassers wachsen unter anderem Quell-Schaumkresse, Gebirgs-Täschelkraut, Gelbe Kohldistel, Perücken-Flockenblume und Bachnelkenwurz.